# Södra Almsjön
Södra Almsjön är en sjö i Malung-Sälens kommun i Dalarna och ingår i Dalälvens huvudavrinningsområde. Sjön är 8 meter djup, har en yta på 0,961 kvadratkilometer och befinner sig 432,4 meter över havet. Sjön avvattnas av vattendraget Alman. Vid provfiske har abborre och gädda fångats i sjön.

## Delavrinningsområde
Södra Almsjön ingår i det delavrinningsområde (674870-136243) som SMHI kallar för Utloppet av Södra Almsjön. Medelhöjden är 515 meter över havet och ytan är 22,89 kvadratkilometer. Räknas de 9 avrinningsområdena uppströms in blir den ackumulerade arean 84,15 kvadratkilometer. Alman som avvattnar avrinningsområdet har biflödesordning 3, vilket innebär att vattnet flödar genom totalt 3 vattendrag innan det når havet efter 414 kilometer. Avrinningsområdet består mestadels av skog (72 procent) och sankmarker (15 procent). Avrinningsområdet har 0,9 kvadratkilometer vattenytor vilket ger det en sjöprocent på 3,9 procent.